# Hermann Nellen
Hermann Nellen (geboren 7. Mai 1910 in Düsseldorf; gestorben 2. November 1982 ebenda) war ein preußischer Landrat des Landkreises Saarburg von 1941 bis 1945 und zuletzt Ministerialdirigent beim Ministerium für Ernährung, Landwirtschaft und Forsten in Nordrhein-Westfalen.

## Leben

### Herkunft und Ausbildung
Hermann Nellen war der Sohn des gleichnamigen Lehrers Hermann Nellen (geboren 1882) und dessen Ehefrau Margarethe Nellen, geborene Weidtmann. Sein Vater hatte 1905 in Koblenz die Prüfung als Mittelschullehrer und 1910 auch die Rektorprüfung abgelegt. 1912 war er nach Bacharach an die dortige Evangelische Volksschule mit gehobenen Klassen versetzt worden, deren Leitung er übernahm. Bedingt durch die Dienstorte des Vaters wuchs Hermann Nellen in Koblenz und Bacharach auf, in Koblenz besuchte er dann auch das Kaiser-Wilhelm Realgymnasium, das er mit Ablegung der Reifeprüfung im März 1929 verließ um nachfolgend ein Studium der Rechts- und Staatswissenschaften an den Universitäten in Bonn, Hamburg und Köln aufzunehmen. Bereits unmittelbar nach seinem Abitur trat er zum 1. April 1929 NSDAP (Mitgliedsnummer 127.925), die Mitgliedschaft war vom 1. November 1929 bis zum 1. Mai 1931 unterbrochen.
Nach Ablegung der ersten juristischen Staatsprüfung und Ernennung zum Gerichtsreferendar (30. Juni 1933) wechselte Nellen unter Ernennung zum Regierungsreferendar am 27. April 1934 in die allgemeine Staatsverwaltung. Mit Bestehen des Staatsexamens erhielt er dann am 17. Dezember 1936 auch seine Ernennung zum Regierungsassessor. Als solcher fand er Einsatz als Hilfsarbeiter bei dem Landratsamt Cosel und der Regierung Potsdam, bevor er nur wenige Tage nach Beginn des Zweiten Weltkriegs am 16. September 1939 an das Oberpräsidium der Rheinprovinz nach Koblenz versetzt wurde. Dort erhielt er am 1. Dezember 1939 die Ernennung als Regierungsrat, mit Tätigkeit auf der Dienststelle in Essen.

### Werdegang
Nach der Versetzung des bisherigen Landrats des Landkreises Saarburg, Norbert Hering, am 5. November 1941 an das Oberpräsidium Hannover wurde Hermann Nellen am 8. November 1941 in dessen Nachfolge mit der kommissarischen Verwaltung des Kreises beauftragt. Wegen seines Militärdienstes hatte er jedoch seit dem 1. Mai 1941 seinen Verwaltungsdienst nicht mehr angetreten. Nach seiner auch definitiven Einsetzung als Landrat in Saarburg am 29. Juli 1943 folgte dem Zusammenbruch des Dritten Reichs im Jahr 1945 seine formelle Entlassung aus dem Amt.

### Nach 1945
Während Hermann Nellen ab 1946 zunächst in der freien Wirtschaft tätig war, kehrte er 1948 mit Eintritt beim Landesernährungsamt Nordrhein-Westfalen in den öffentlichen Dienst zurück. 1950 wechselte er in dessen übergeordnete Dienststelle, das Ministerium für Ernährung, Landwirtschaft und Forsten, das zu dieser Zeit unter der Leitung von Heinrich Lübke stand, dem späteren Bundespräsidenten der Bundesrepublik Deutschland. Im September 1964 dort zum Ministerialdirigenten ernannt, trat Nellen zum 30. Juni 1972 in den Ruhestand.

## Familie
Hermann Nellen, der ursprünglich der Evangelischen Landeskirche angehörte und später zum Katholizismus übertrat, heiratete in erster Ehe am 10. Dezember 1939 in Linz Annemarie Sens, die Tochter des Gärtners Otto Friedrich Sens und dessen Ehefrau Winfrida
Wilhelmine Sens, geborene Goltz. In zweiter war er mit Grete Schwirblat vermählt.